# 널소프트
널소프트(Nullsoft)사는 1997년 4월에 저스틴 프랑켈(Justin Frankel)이 설립한 소프트웨어 개발 회사이다. 1997년 4월 첫 개발작인 윈앰프 미디어 플레이어를 출시했으며, 샤우트캐스트 MP3 스트리밍 미디어 서버를 비롯한 여러 유명한 제품을 개발하여 배포하고 있다.
최근에는 오픈 소스 인스톨러 시스템인 NSIS의 인기가 상승하면서 세계적으로 널리 쓰이고 있는 인스톨실드와 같은 상용 제품의 대안으로도 사용되고 있다. 이 회사의 이름은 마이크로소프트사를 따라한 것으로 micro보다 더 작은 null("없다"는 뜻)에서 가져온 것이다.
최신 개발 품목으로는 널소프트 스트리밍 비디오(NSV) 포맷이 있으며 이는 오디오 코덱이나 비디오 코덱을 사용하는 미디어를 스트리밍 처리하기 위해 개발되었다. NSV는 현재 Nullsoft Television이라는 이름의 벤처기업과, 현재 개발 중인 울트라복스 시스템에서도 쓰이고 있다. 널소프트는 그누텔라와 WASTE를 개발한 것으로도 잘 알려져 있다.
널소프트는 1999년 6월 1일에 아메리카 온라인에 팔려나갔으며 이 시점으로부터 자회사 가운데 하나가 되었다. 널소프트는 새로운 버전의 윈앰프 플레이어를 몇 개 공개하였으며 기존의 사용자 수가 33,000,000명이었지만 2005년 기준으로 52,000,000명이 넘을 만큼 증가하였다. 널소프트는 현재 AOL 뮤직의 부서이다.